# 今宿南町
今宿南町（いまじゅくみなみちょう）は、神奈川県横浜市旭区の地名。「丁目」の設定のない単独町名である。住居表示未実施区域。

## 地理
旭区の中央部に位置し、東に今宿東町、西に金が谷、南に今宿、北に今宿西町と接している。

### 河川
- 帷子川

## 歴史

### 沿革
- 1974年（昭和49年）3月15日 - 今宿町と今川町の各一部を編入し、横浜市旭区今宿南町を新設[5]。

### 町名の変遷
| 実施後   | 実施年月日                | 実施前（各町名ともその一部） |
| -------- | ------------------------- | ---------------------------- |
| 今宿南町 | 1974年（昭和49年）3月15日 | 今宿町、今川町の各一部       |

## 世帯数と人口
2025年（令和7年）6月30日現在（横浜市発表）の世帯数と人口は以下の通りである。
| 町丁     | 世帯数    | 人口    |
| -------- | --------- | ------- |
| 今宿南町 | 1,636世帯 | 3,195人 |

### 人口の変遷
国勢調査による人口の推移。
| 年                 | 人口  |
| ------------------ | ----- |
| 1995年（平成7年）  | 4,262 |
| 2000年（平成12年） | 3,986 |
| 2005年（平成17年） | 3,795 |
| 2010年（平成22年） | 3,622 |
| 2015年（平成27年） | 3,436 |
| 2020年（令和2年）  | 3,357 |

### 世帯数の変遷
国勢調査による世帯数の推移。
| 年                 | 世帯数 |
| ------------------ | ------ |
| 1995年（平成7年）  | 1,438  |
| 2000年（平成12年） | 1,440  |
| 2005年（平成17年） | 1,476  |
| 2010年（平成22年） | 1,493  |
| 2015年（平成27年） | 1,491  |
| 2020年（令和2年）  | 1,534  |

## 学区
市立小・中学校に通う場合、学区は以下の通りとなる（2024年11月時点）。
| 番・番地等                                                 | 小学校               | 中学校             |
| ---------------------------------------------------------- | -------------------- | ------------------ |
| 1〜2229番地、2231〜2240番地 2242〜2288番地、2290〜2343番地 | 横浜市立今宿南小学校 | 横浜市立今宿中学校 |
| 2230番地、2241番地 2289番地                                | 横浜市立中沢小学校   | 横浜市立旭中学校   |

## 事業所
2021年（令和3年）現在の経済センサス調査による事業所数と従業員数は以下の通りである。
| 町丁     | 事業所数 | 従業員数 |
| -------- | -------- | -------- |
| 今宿南町 | 53事業所 | 438人    |

### 事業者数の変遷
経済センサスによる事業所数の推移。
| 年                 | 事業者数 |
| ------------------ | -------- |
| 2016年（平成28年） | 47       |
| 2021年（令和3年）  | 53       |

### 従業員数の変遷
経済センサスによる従業員数の推移。
| 年                 | 従業員数 |
| ------------------ | -------- |
| 2016年（平成28年） | 393      |
| 2021年（令和3年）  | 438      |

## 施設
- 横浜市立今宿南小学校

## その他

### 日本郵便
- 郵便番号 : 241-0034[3]（集配局：横浜旭郵便局[15]）

### 警察
町内の警察の管轄区域は以下の通りである。
| 番・番地等 | 警察署   | 交番・駐在所 |
| ---------- | -------- | ------------ |
| 全域       | 旭警察署 | 今宿交番     |

## 参考資料
- “横浜市町区域要覧” (PDF).   横浜市市民局 (2016年6月). 2023年6月6日閲覧。 “横浜市町区域要覧”